# Ibis (motorfiets)
Ibis is de naam van twee historische motorfietsmerken:

## Ibis (Turijn)
De bedrijfsnaam was: Fabbrica Ciclimotori Ibis, O. Bigliocca, later Fabbrica Ciclimotori Ibis, E, Remorino, Torino.
Italiaans merk dat van 1925 tot 1929 sportieve motorfietsen bouwde, aanvankelijk met een 175cc-tweetaktmotor. Later kwam er een model met 173cc-kopklepmotor, waarschijnlijk van Piazza.

## Ibis (Bologna)
Italiaans merk, gevestigd in Bologna, dat eind jaren veertig verschillende lichte motorfietsmodellen leverde.